# Verwaltungsgericht Weimar

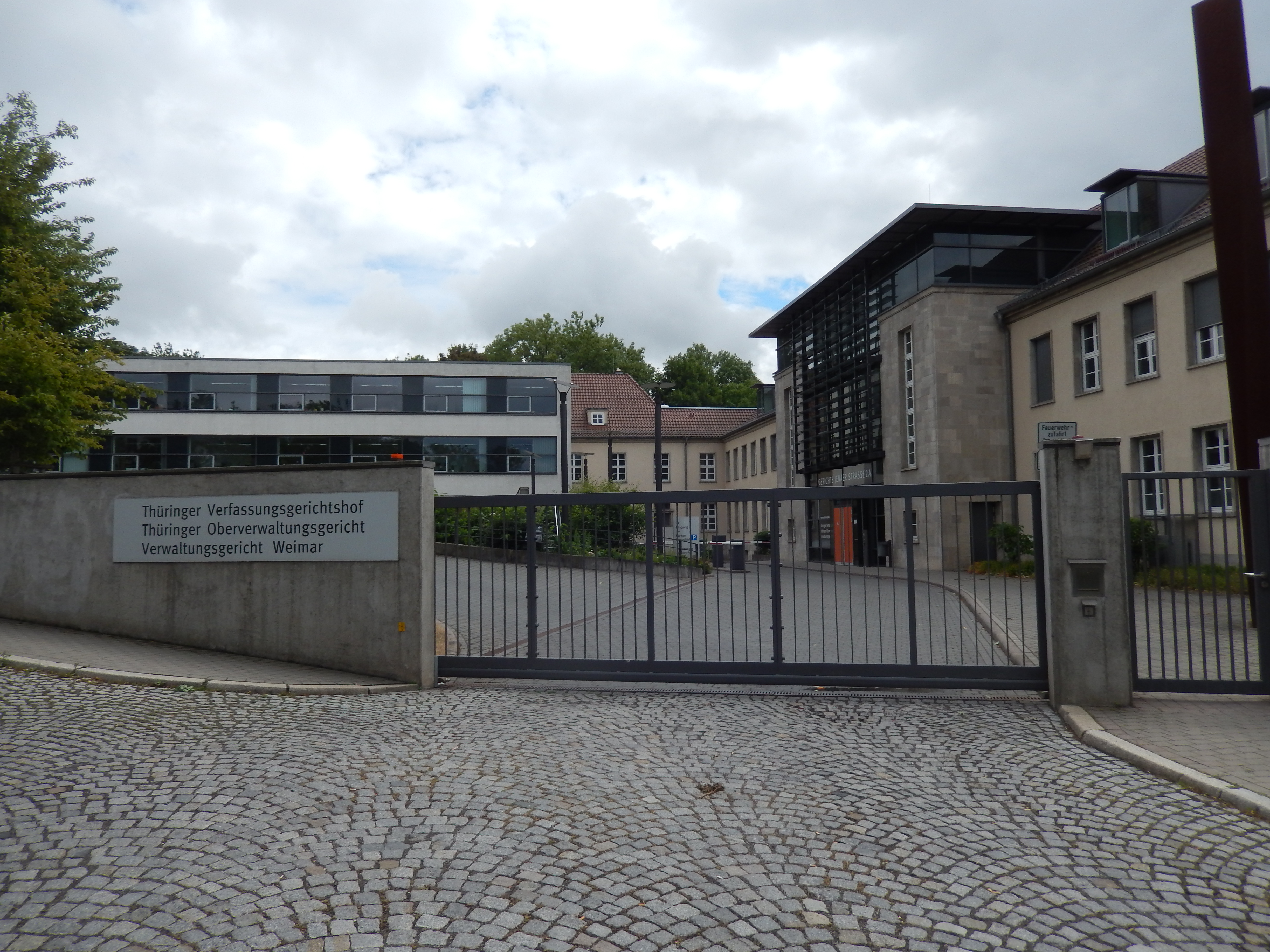
Gerichtsgebäude Jenaer Str. 2a, Weimar

Das Verwaltungsgericht Weimar ist ein deutsches Gericht der Verwaltungsgerichtsbarkeit im Bundesland Thüringen.

## Sitz und Bezirk
Das Verwaltungsgericht hat seinen Sitz in Weimar im Gebäude Jenaer Straße 2a. Es ist zuständig für die kreisfreien Städte Weimar und Erfurt sowie für die Landkreise Weimarer Land, Ilm-Kreis, Sömmerda, Gotha, Kyffhäuserkreis, Nordhausen, Eichsfeld sowie den Unstrut-Hainich-Kreis.

## Instanzenzug
Das Verwaltungsgericht Weimar ist dem Thüringer Oberverwaltungsgericht nachgeordnet, das seinen Sitz ebenfalls in Weimar hat. Das Oberverwaltungsgericht ist dem Bundesverwaltungsgericht nachgeordnet.

## Geschichte
Mit dem Thüringer Gesetz zur Ausführung der Verwaltungsgerichtsordnung in der Fassung der Bekanntmachung vom 15. Dezember 1992 wurde in Thüringen nach dem Ende der DDR wieder eine eigenständige Verwaltungsgerichtsbarkeit errichtet. Neben den neuen Verwaltungsgerichten in Meiningen und Gera wurde dabei auch das Verwaltungsgericht Weimar eingerichtet. Der erste Präsident des wieder errichteten Verwaltungsgerichts war Hartmut Schwan, welcher das Gericht bis zu seiner Berufung zum Präsidenten des Thüringer Oberverwaltungsgerichts führte. Ihm folgte am 9. November 2005 Elke Heßelmann, seit 2001 Vizepräsidentin, als Präsidentin nach.